# Festuca molokaiensis
Festuca molokaiensis är en gräsart som beskrevs av Soreng, P.M.Peterson och Catalán. Festuca molokaiensis ingår i släktet svinglar, och familjen gräs. Inga underarter finns listade i Catalogue of Life.